# Bombes à retardement
Pour plus de détails, voir Fiche technique et Distribution.
Bombes à retardement est un documentaire réalisé par Guylaine Maroist et Éric Ruel sur les soldats canadiens victimes de radiations lors d’essais nucléaires aux États-Unis en 1957. Il est basé sur des films d’archives tournés par l’armée américaine au moment de l’opération Plumbbob.

## Synopsis
En 1957, 40 jeunes soldats canadiens sont envoyés au Nevada pour servir de cobayes humains. Ils seront exposés à des explosions nucléaires quatre fois plus puissantes que celle d'Hiroshima, et cela à moins de 1 000 mètres. Ces hommes seront victimes de radiations et certains de leurs enfants naîtront avec des malformations. Bombes à retardement révèle une page sombre de l'histoire militaire au Canada. Basé sur des films d'archives inédits, ce film fait revivre l'expérience des soldats qui sont suivis 50 ans plus tard dans leur quête de justice auprès du gouvernement canadien.

## Fiche technique
- Production : Les Productions de la ruelle inc.
- Producteurs : Guylaine Maroist et Éric Ruel
- Réalisateurs : Guylaine Maroist et Éric Ruel
- Idée originale : Pierre Brisson et Véronique Morin
- Narration : Vlasta Vrana et Réal Bossé
- Direction de la photographie : Steeve Desrosiers, Douglas Munro, c.s.c. et Jean-François Perreault
- Montage image : Éric Ruel
- Montage sonore : Louis Dupire et Eric Ruel
- Mixage sonore : Jean-Paul Vialard, ONF
- Scénario : Guylaine Maroist
- Recherche : Pierre Brisson, Guylaine Maroist et Véronique Morin
- Recherche visuelle : Ginette Beauchemin et Éric Ruel

## Réception
Le documentaire est favorablement accueilli par la Presse. Il est sélectionné aux Rencontres internationales du documentaire de Montréal, aux Rendez-vous du cinéma québécois et aux  Palm Beach International Film Festival. Il reçoit le Ruban d'or (le Gold Ribbon Award) dans la catégorie du meilleur documentaire de l’année, décerné par l’Association des télédiffuseurs canadiens en plus du Grand Prix du jury pour le meilleur documentaire au Festival du film indépendant de New-York.
Pour le journaliste Hugo de Grandpré, il s'agit d'« un témoignage percutant » du vétéran Robert Anderson. Alex Strachan de la Gazette écrit « Maroist et Ruel racontent l'histoire des vétéran avec un respect et une retenue admirables ». Pour lui, il est difficile de regarder le film sans éprouver de l'empathie, sinon de la colère.

## Récompenses
- 2007– Sélection de Time Bombs/ Bombes à retardement aux Rencontres internationales du documentaire de Montréal[9]
- 2008– Sélection de Time Bombs/ Bombes à retardement aux Rendez-vous du cinéma québécois et aux  Palm Beach International Film Festival[10]
- 2008 – Grand prix du jury, New York Film Festival. Catégorie « meilleur documentaire »  pour Time Bombs/ Bombes à retardement[6]
- 2008 – Ruban d’or, Association canadienne des radio-diffuseurs. Catégorie « meilleur documentaire » pour Time Bombs/ Bombes à retardement[11]
- 2008 – Deux nominations aux Prix Gémeaux. Catégories  « meilleure recherche »  et  « meilleur montage » pour Time Bombs/ Bombes à retardement

### Citations originales
1. ↑  (en) « Maroist and Ruel tell the veteran'story with admirable restraint and respect »